# Saison 1948-1949 des Canadiens de Montréal
Autres saisons
Saison précédente Saison suivante
La saison 1948-1949 de hockey sur glace est la 40e saison que jouent les Canadiens de Montréal. Ils évoluent alors dans la Ligue nationale de hockey et finissent à la 3e place au classement.

## Saison régulière

### Classement
|                        | PJ | V  | D  | N  | Pts | BP  | BC  | Pun |
| ---------------------- | -- | -- | -- | -- | --- | --- | --- | --- |
| Red Wings de Détroit   | 60 | 34 | 19 | 7  | 75  | 195 | 145 | 621 |
| Bruins de Boston       | 60 | 29 | 23 | 8  | 66  | 178 | 163 | 434 |
| Canadiens de Montréal  | 60 | 28 | 23 | 9  | 65  | 152 | 126 | 728 |
| Maple Leafs de Toronto | 60 | 22 | 25 | 13 | 57  | 147 | 161 | 706 |
| Black Hawks de Chicago | 60 | 21 | 31 | 8  | 50  | 173 | 211 | 695 |
| Rangers de New York    | 60 | 18 | 31 | 11 | 47  | 133 | 172 | 413 |

## Match après match

### Octobre
| No | Date       | Visiteur               | Score | Domicile               | Fiche | Pts |
| -- | ---------- | ---------------------- | ----- | ---------------------- | ----- | --- |
| 1  | 14 octobre | Rangers de New York    | 1-1   | Les Canadiens          | 0-0-1 | 1   |
| 2  | 16 octobre | Blackhawks de Chicago  | 2-8   | Les Canadiens          | 1-0-1 | 3   |
| 3  | 21 octobre | Maple Leafs de Toronto | 0-5   | Les Canadiens          | 2-0-1 | 5   |
| 4  | 23 octobre | Red Wings de Détroit   | 0-0   | Les Canadiens          | 2-0-2 | 6   |
| 5  | 27 octobre | Les Canadiens          | 2-3   | Maple Leafs de Toronto | 2-1-2 | 6   |
| 6  | 30 octobre | Bruins de Boston       | 3-3   | Les Canadiens          | 2-1-3 | 7   |
| 7  | 31 octobre | Les Canadiens          | 1-4   | Red Wings de Détroit   | 2-2-3 | 7   |

### Novembre
| No | Date        | Visiteur               | Score | Domicile               | Fiche | Pts |
| -- | ----------- | ---------------------- | ----- | ---------------------- | ----- | --- |
| 8  | 6 novembre  | Red Wings de Détroit   | 0-2   | Les Canadiens          | 3-2-3 | 9   |
| 9  | 11 novembre | Blackhawks de Chicago  | 1-4   | Les Canadiens          | 4-2-3 | 11  |
| 10 | 13 novembre | Les Canadiens          | 3-1   | Rangers de New York    | 5-2-3 | 13  |
| 11 | 14 novembre | Les Canadiens          | 2-3   | Bruins de Boston       | 5-3-3 | 13  |
| 12 | 17 novembre | Les Canadiens          | 3-4   | Blackhawks de Chicago  | 5-4-3 | 13  |
| 13 | 21 novembre | Les Canadiens          | 3-0   | Red Wings de Détroit   | 6-4-3 | 15  |
| 14 | 24 novembre | Les Canadiens          | 3-3   | Maple Leafs de Toronto | 6-4-4 | 16  |
| 15 | 25 novembre | Maple Leafs de Toronto | 0-2   | Les Canadiens          | 6-5-4 | 16  |
| 16 | 27 novembre | Bruins de Boston       | 1-3   | Les Canadiens          | 6-6-4 | 16  |

### Décembre
| No | Date        | Visiteur               | Score | Domicile              | Fiche   | Pts |
| -- | ----------- | ---------------------- | ----- | --------------------- | ------- | --- |
| 17 | 4 décembre  | Rangers de New York    | 1-3   | Les Canadiens         | 7-6-4   | 18  |
| 18 | 5 décembre  | Les Canadiens          | 1-2   | Bruins de Boston      | 7-7-4   | 18  |
| 19 | 11 décembre | Blackhawks de Chicago  | 5-2   | Les Canadiens         | 7-8-4   | 18  |
| 20 | 12 décembre | Les Canadiens          | 4-4   | Blackhawks de Chicago | 7-8-5   | 19  |
| 21 | 15 décembre | Les Canadiens          | 4-2   | Bruins de Boston      | 8-8-5   | 21  |
| 22 | 18 décembre | Red Wings de Détroit   | 3-5   | Les Canadiens         | 9-8-5   | 23  |
| 23 | 19 décembre | Les Canadiens          | 2-3   | Rangers de New York   | 9-9-5   | 23  |
| 24 | 23 décembre | Bruins de Boston       | 2-4   | Les Canadiens         | 10-9-5  | 25  |
| 25 | 25 décembre | Rangers de New York    | 2-0   | Les Canadiens         | 10-10-5 | 25  |
| 26 | 26 décembre | Les Canadiens          | 1-3   | Red Wings de Détroit  | 10-11-5 | 25  |
| 27 | 30 décembre | Maple Leafs de Toronto | 2-3   | Les Canadiens         | 11-11-5 | 27  |

### Janvier
| No | Date        | Visiteur              | Score | Domicile               | Fiche   | Pts |
| -- | ----------- | --------------------- | ----- | ---------------------- | ------- | --- |
| 28 | 1er janvier | Les Canadiens         | 3-5   | Maple Leafs de Toronto | 11-12-5 | 27  |
| 29 | 6 janvier   | Blackhawks de Chicago | 2-7   | Les Canadiens          | 12-12-5 | 29  |
| 30 | 8 janvier   | Red Wings de Détroit  | 4-1   | Les Canadiens          | 12-13-5 | 29  |
| 31 | 9 janvier   | Les Canadiens         | 1-1   | Rangers de New York    | 12-13-6 | 30  |
| 32 | 12 janvier  | Les Canadiens         | 5-3   | Bruins de Boston       | 13-13-6 | 32  |
| 33 | 15 janvier  | Blackhawks de Chicago | 1-7   | Les Canadiens          | 14-13-6 | 34  |
| 34 | 16 janvier  | Les Canadiens         | 2-3   | Red Wings de Détroit   | 14-14-6 | 34  |
| 35 | 19 janvier  | Les Canadiens         | 4-1   | Maple Leafs de Toronto | 15-14-6 | 36  |
| 36 | 20 janvier  | Rangers de New York   | 1-2   | Les Canadiens          | 16-14-6 | 38  |
| 37 | 22 janvier  | Bruins de Boston      | 2-4   | Les Canadiens          | 17-14-6 | 40  |
| 38 | 23 janvier  | Les Canadiens         | 0-3   | Bruins de Boston       | 17-15-6 | 40  |
| 39 | 26 janvier  | Les Canadiens         | 3-2   | Blackhawks de Chicago  | 18-15-6 | 42  |
| 40 | 29 janvier  | Red Wings de Détroit  | 5-2   | Les Canadiens          | 18-16-6 | 42  |
| 41 | 30 janvier  | Les Canadiens         | 0-9   | Rangers de New York    | 18-17-6 | 42  |

### Février
| No | Date       | Visiteur               | Score | Domicile               | Fiche   | Pts |
| -- | ---------- | ---------------------- | ----- | ---------------------- | ------- | --- |
| 42 | 3 février  | Maple Leafs de Toronto | 4-1   | Les Canadiens          | 18-18-6 | 42  |
| 43 | 5 février  | Bruins de Boston       | 3-2   | Les Canadiens          | 18-19-6 | 42  |
| 44 | 6 février  | Les Canadiens          | 0-1   | Red Wings de Détroit   | 18-20-6 | 42  |
| 45 | 9 février  | Les Canadiens          | 2-2   | Maple Leafs de Toronto | 18-20-7 | 43  |
| 46 | 13 février | Les Canadiens          | 3-4   | Blackhawks de Chicago  | 18-21-7 | 43  |
| 47 | 17 février | Maple Leafs de Toronto | 0-3   | Les Canadiens          | 19-21-7 | 45  |
| 48 | 19 février | Rangers de New York    | 1-3   | Les Canadiens          | 20-21-7 | 47  |
| 49 | 20 février | Les Canadiens          | 2-3   | Rangers de New York    | 20-21-7 | 47  |
| 50 | 24 février | Les Canadiens          | 3-1   | Blackhawks de Chicago  | 21-22-7 | 49  |
| 51 | 26 février | Red Wings de Détroit   | 0-1   | Les Canadiens          | 22-22-7 | 51  |

### Mars
| No | Date    | Visiteur               | Score | Domicile               | Fiche   | Pts |
| -- | ------- | ---------------------- | ----- | ---------------------- | ------- | --- |
| 52 | 2 mars  | Les Canadiens          | 2-0   | Maple Leafs de Toronto | 23-22-7 | 53  |
| 53 | 5 mars  | Bruins de Boston       | 0-4   | Les Canadiens          | 24-22-7 | 55  |
| 54 | 6 mars  | Les Canadiens          | 1-0   | Bruins de Boston       | 25-22-7 | 57  |
| 55 | 9 mars  | Les Canadiens          | 2-2   | Blackhawks de Chicago  | 25-22-8 | 58  |
| 56 | 12 mars | Rangers de New York    | 0-3   | Les Canadiens          | 26-22-8 | 60  |
| 57 | 13 mars | Les Canadiens          | 1-1   | Rangers de New York    | 26-22-9 | 61  |
| 58 | 17 mars | Maple Leafs de Toronto | 1-3   | Les Canadiens          | 27-22-9 | 63  |
| 59 | 19 mars | Blackhawks de Chicago  | 1-5   | Les Canadiens          | 28-22-9 | 65  |
| 60 | 20 mars | Les Canadiens          | 1-2   | Red Wings de Détroit   | 28-23-9 | 65  |